# Папа Бенедикт IV
Папа Бенедикт IV (латински: Benedictus IV; умро јула 903.) је био 117. папа од 1. фебруара 900. године до своје смрти.

## Биографија
Рођен је у Риму који је тада био део Папске државе. Отац му се звао Мамул. Историчар из 10. века, Флодоард, назива Бенедикта "Великим" због племићког порекла и великодушности. Бенедикт је наследио папу Јована IX који је умро почетком 900. године. Бенедикт је потврдио одлуке својих претходника о рехабилитацији папе Формоза кога је постхумно осудио папа Стефан VI како би се додворио Ламберту, војводи Сполета. Након нестанка каролиншке лозе 901. године, Бенедикт је следио пример папе Лава III и крунисао је Луја од Провансе за цара Светог римског царства. Осудио је Балдуина II Фландријског за убиство Фулка, архиепископа Ремса. Умро је на лето 903. године. Сахрањен је испред Базилике Светог Петра. Наследио га је папа Лав V. 